# Mistrzostwa Świata w Piłce Siatkowej Mężczyzn 2006 (eliminacje strefy CSV)
Eliminacje strefy CSV do Mistrzostw Świata w Piłce Siatkowej Mężczyzn 2006 odbywających się w Japonii rozegrane zostały pomiędzy 6 maja a 24 lipca 2005 roku. Składały się one z jednej rundy, w której rywalizowało siedem drużyn podzielonych na dwie grupy. Na mistrzostwa awansowały dwie reprezentacje narodowe: z grupy A - Argentyna, a z grupy B - Wenezuela.
Awans z urzędu z tej konfederacji miała Brazylia jako mistrz świata 2002.

## Przebieg kwalifikacji

### Grupa A - Mar del Plata
Tabela
| Poz. | Reprezentacja | Pkt | Mecze | Mecze | Mecze | Sety | Sety | Sety  | Małe punkty | Małe punkty | Małe punkty |
| Poz. | Reprezentacja | Pkt | M     | Z     | P     | wyg. | prz. | ratio | zdob.       | str.        | ratio       |
| ---- | ------------- | --- | ----- | ----- | ----- | ---- | ---- | ----- | ----------- | ----------- | ----------- |
| 1    | Argentyna     | 4   | 2     | 2     | 0     | 6    | 0    | MAX   | 151         | 91          | 1,659       |
| 2    | Paragwaj      | 3   | 2     | 1     | 1     | 3    | 4    | 0,750 | 147         | 167         | 0,880       |
| 3    | Urugwaj       | 2   | 2     | 0     | 2     | 1    | 6    | 0,167 | 130         | 170         | 0,765       |

Legenda: Poz. – pozycja, Pkt – liczba punktów, M – liczba meczów, Z – mecze wygrane, P – mecze przegrane, wyg. – sety wygrane, prz. – sety przegrane, zdob. – małe punkty zdobyte, str. – małe punkty stracone
Wyniki
| 6 maja 2005 |

|  | Argentyna | 3:0(25:13, 25:13, 25:13) | Urugwaj |  |
|  |           | 3:0(25:13, 25:13, 25:13) |         |  |

| 7 maja 2005 |

|  | Paragwaj | 3:1(19:25, 25:23, 26:24, 25:19) | Urugwaj |  |
|  |          | 3:1(19:25, 25:23, 26:24, 25:19) |         |  |

| 8 maja 2005 |

|  | Argentyna | 3:0(25:7, 26:24, 25:21) | Paragwaj |  |
|  |           | 3:0(25:7, 26:24, 25:21) |          |  |

### Grupa B - Caracas
Tabela
| Poz. | Reprezentacja | Pkt | Mecze | Mecze | Mecze | Sety | Sety | Sety  | Małe punkty | Małe punkty | Małe punkty |
| Poz. | Reprezentacja | Pkt | M     | Z     | P     | wyg. | prz. | ratio | zdob.       | str.        | ratio       |
| ---- | ------------- | --- | ----- | ----- | ----- | ---- | ---- | ----- | ----------- | ----------- | ----------- |
| 1    | Wenezuela     | 6   | 3     | 3     | 0     | 9    | 1    | 9,000 | 248         | 189         | 1,312       |
| 2    | Kolumbia      | 5   | 3     | 2     | 1     | 7    | 4    | 1,750 | 262         | 215         | 1,219       |
| 3    | Peru          | 4   | 3     | 1     | 2     | 4    | 8    | 0,500 | 223         | 265         | 0,842       |
| 4    | Ekwador       | 3   | 3     | 0     | 3     | 2    | 9    | 0,222 | 195         | 259         | 0,753       |

Legenda: Poz. – pozycja, Pkt – liczba punktów, M – liczba meczów, Z – mecze wygrane, P – mecze przegrane, wyg. – sety wygrane, prz. – sety przegrane, zdob. – małe punkty zdobyte, str. – małe punkty stracone
Wyniki
| 22 lipca 2005 |

|  | Peru | 3:2(21:25, 25:16, 25:19, 23:25, 15:8) | Ekwador |  |
|  |      | 3:2(21:25, 25:16, 25:19, 23:25, 15:8) |         |  |

|  | Wenezuela | 3:1(25:21, 23:25, 25:21, 25:23) | Kolumbia |  |
|  |           | 3:1(25:21, 23:25, 25:21, 25:23) |          |  |

| 23 lipca 2005 |

|  | Kolumbia | 3:0(25:15, 25:14, 25:18) | Ekwador |  |
|  |          | 3:0(25:15, 25:14, 25:18) |         |  |

|  | Wenezuela | 3:0(25:16, 25:13, 25:15) | Peru |  |
|  |           | 3:0(25:16, 25:13, 25:15) |      |  |

| 24 lipca 2005 |

|  | Kolumbia | 3:1(25:18, 22:25, 25:11, 25:16) | Peru |  |
|  |          | 3:1(25:18, 22:25, 25:11, 25:16) |      |  |

|  | Wenezuela | 3:0(25:20, 25:19, 25:16) | Ekwador |  |
|  |           | 3:0(25:20, 25:19, 25:16) |         |  |